# Colorado do Oeste (gemeente)
Colorado do Oeste is een gemeente in de Braziliaanse deelstaat Rondônia. De gemeente telt 17.822 inwoners (schatting 2009).